# 利岡 (喬治亞州)
利岡（英語：Ligon）是位於美國喬治亞州巴托縣的一個鬼鎮。由於此地已於1902年被荒廢，本地已無人居住。

## 地理
利岡的座標為34°10′15″N 85°00′25″W / 34.17083°N 85.00694°W，而該地的平均海拔高度為261米（即856英尺）。